# اسپلینتر سل تام کلنسی
اسپیلنترسل (به انگلیسی: Tom Clancy's Splinter Cell) یک مجموعه بازی ویدئویی در سبک مخفی‌کاری منتشر شده توسط شرکت یوبی‌سافت مونترآل است. اولین نسخه از این مجموعه با عنوان اسپلینتر سل تام کلنسی در نوامبر ۲۰۰۲ برای اولین بار عرضه شد و تاکنون ۶ نسخه از این بازی منتشر شده‌است.
همچنین مجموعه رمان‌ها و کتب مصوری نیز بر اساس این بازی توسط نویسندگان مختلف تألیف و چاپ شده‌است که مجموعه هفت قسمتی اسپلینترسل جزو مشهورترین این رمان‌هاست. قسمت اول این مجموعه رمان نیز در ایران توسط انتشارات کتابسرای تندیس و با ترجمه هادی امینی منتشر شده‌است.

## بازی‌ها
- اسپلینتر سل
- فردای پاندورا
- نظریه آشوب
- ضروری
- مامور دو جانبه
- محکومیت
- لیست سیاه

### کتاب‌ها
- Splinter Cell نوشته David Michaels. اولین قسمت از مجموعه هفت قسمتی اسپلینترسل که ماجرای درگیری سام فیشر با گروه قاچاق اسلحه‌ای به نام شاپ و یک گروه تروریستی با اعضای ایرانی‌الاصل به نام شدوز را روایت می‌کند. بنیانگذار گروه شدوز یک ایرانی طاغوتی به نام ناصر طریقیان است که بعد از انقلاب اسلامی به دلیل مخالفت با نظام تبعید شده و در ترکیه با نام و هویت جعلی و در پوشش یک گروه خیریه، فعالیت‌های تروریستی‌اش را در منطقه دنبال می‌کند. سام فیشر با هر دو گروه شاپ و شدوز به‌طور همزمان درگیر شده و علاوه بر انهدام کامل شدوز، موفق می‌شود ضربات سختی به شاپ وارد کند. این قسمت در ایران با اصلاحات و ویرایش و تغییر هویت‌ها، ترجمه و منتشر شده‌است.
- Operation Barracuda نوشته David Michaels. دومین قسمت از این مجموعه که ادامه قسمت اول بوده و سام فیشر به دنبال روسای شاپ و انهدام کامل این سازمان است. در جریان داستان ارتباط یکی از جاسوسان دوطرفه آژانس امنیت ملی با شاپ افشا شده و در نهایت سام فیشر موفق به انهدام کامل شاپ در جنوب شرق آسیا می‌شود.
- Checkmate نوشته David Michaels سومین قسمت از این مجموعه است. در این قسمت سام فیشر در جریان یک تمرین با یک کشتی سرگردان روبرو شده و تنها چند دقیقه مهلت دارد از برخورد این کشتی حاوی ضایعات اتمی با سواحل آمریکا ممانعت کند.
- Fallout نوشته David Michaels و چهارمین قسم از این مجموعه است. در این قسمت جسد یکی از دوستان قدیمی سام و بازرس ویژه دولتی پیدا می‌شود. سام با روابط شخصی به دنبال قاتل می‌گردد و پرده از گروهی تروریستی برمی‌دارد که قصد انجام عملیات تروریستی گسترده در آسیای مرکزی را دارند.
- Conviction باز هم نوشته David Michaels است. در این قسمت بعد از مرگ سرهنگ لمبرت، سام فیشر که متهم به قتل او شده از دست مأموران جوان و جدید اشلون سوم می‌گریزد و همزمان تلاش می‌کند تعقیب‌کنندگانش را به سمت قاتل اصلی لمبرت راهنمایی کند.
- Endgame این داستان باز هم به قلم David Michaels نوشته شده و در حقیقت ماجرای قسمت قبلی، یعنی Conviction را این بار از زاویه دید تعقیب‌کنندگان فیشر که اسپلینترسل‌های جوان اشلون سوم هستند، روایت می‌کند.
- Blacklist Aftermath نوشته Peter Telep قسمت هفتم و پایانی این مجموعه است. در این قسمت پس از فروپاشی و نفوذ به اشلون سوم، به دستور رئیس‌جمهور، سازمان دیگری به نام اشلون چهارم تأسیس شده که اعضای محدودی داشته و سام فیشر به عنوان فرمانده این سازمان، اختیار تام برای مبارزه با تروریسم دارد. فرماندهی اشلون چهارم در یک هواپیمای ترابری سنگین بوده تا دسترسی به اهداف راحت‌تر صورت بگیرد. در این قسمت اشلون چهارم با تعدادی از افراد سپاه قدس ایران درگیر می‌شوند که قصد نفوذ به خاک آمریکا و انجام اقدامات تروریستی را دارند.

| سال  | عنوان                                | سازنده(ها)                                      | سکوها                    | سکوها                                    | سکوها                                       | سکوها                                                |
| ---- | ------------------------------------ | ----------------------------------------------- | ------------------------ | ---------------------------------------- | ------------------------------------------- | ---------------------------------------------------- |
| سال  | عنوان                                | سازنده(ها)                                      | سونی                     | مایکروسافت                               | نینتندو                                     | دیگر                                                 |
| ۲۰۰۲ | اسپلینتر سل تام کلنسی                | یوبی‌سافت مونترآل Ubisoft Shanghai گیم‌لافت       | پلی‌استیشن ۲ پلی‌استیشن ۳1 | مایکروسافت ویندوز ایکس‌باکس               | نینتندو گیم‌کیوب گیم بوی ادوانس              | سکوی جاوا، نسخه میکرو نوکیا ان-گیج کیو-دی اواس ده    |
| ۲۰۰۴ | اسپلینتر سل تام کلنسی: فردای پاندورا | Ubisoft Shanghai یوبی‌سافت انسی                  | پلی‌استیشن ۲ پلی‌استیشن ۳1 | مایکروسافت ویندوز ایکس‌باکس               | نینتندو گیم‌کیوب گیم بوی ادوانس              |                                                      |
| ۲۰۰۵ | اسپلینتر سل تام کلنسی: نظریه آشوب    | یوبی‌سافت مونترآل یوبی‌سافت انسی گیم‌لافت          | پلی‌استیشن ۲ پلی‌استیشن ۳1 | مایکروسافت ویندوز ایکس‌باکس               | نینتندو گیم‌کیوب نینتندو دی‌اس نینتندو ۳دی‌اس2 | نوکیا ان-گیج کیو-دی                                  |
| ۲۰۰۶ | اسپلینتر سل تام کلنسی: ضروری         | یوبی‌سافت                                        | پلی‌استیشن همراه          |                                          |                                             |                                                      |
| ۲۰۰۶ | اسپلینتر سل تام کلنسی: مأمور دوجانبه | Ubisoft Shanghai یوبی‌سافت مونترآل یوبی‌سافت انسی | پلی‌استیشن ۲ پلی‌استیشن ۳  | مایکروسافت ویندوز ایکس‌باکس اکس‌باکس ۳۶۰   | نینتندو گیم‌کیوب وی                          |                                                      |
| ۲۰۱۰ | اسپلینتر سل تام کلنسی: محکومیت       | یوبی‌سافت مونترآل گیم‌لافت                        |                          | مایکروسافت ویندوز ویندوز فون اکس‌باکس ۳۶۰ |                                             | اندروید (سیستم‌عامل) بادا (سیستم عامل) آی‌اواس اواس ده |
| ۲۰۱۳ | اسپلینتر سل تام کلنسی: فهرست‌سیاه     | Ubisoft Toronto                                 | پلی‌استیشن ۳              | مایکروسافت ویندوز اکس‌باکس ۳۶۰3           | وی یو                                       |                                                      |